# Episodi di Yellowjackets (prima stagione)
La prima stagione della serie televisiva Yellowjackets, composta da dieci episodi, è stata trasmessa sul canale statunitense Showtime dal 14 novembre 2021 al 16 gennaio 2022.
Negli Stati Uniti il primo episodio è stato reso disponibile on demand il 6 novembre 2021.
In Italia, la stagione è andata in onda in prima visione sul canale satellitare Sky Atlantic dal 17 novembre 2021 al 19 gennaio 2022.
| nº | Titolo originale         | Titolo italiano          | Prima TV USA     | Prima TV Italia  |
| -- | ------------------------ | ------------------------ | ---------------- | ---------------- |
| 1  | Pilot                    | Passato presente         | 14 novembre 2021 | 17 novembre 2021 |
| 2  | F Sharp                  | Fa diesis                | 21 novembre 2021 | 24 novembre 2021 |
| 3  | The Dollhouse            | La casa delle bambole    | 28 novembre 2021 | 1º dicembre 2021 |
| 4  | Bear Down                | Con forza                | 5 dicembre 2021  | 8 dicembre 2021  |
| 5  | Blood Hive               | Alveare di sangue        | 12 dicembre 2021 | 15 dicembre 2021 |
| 6  | Saints                   | Santi                    | 19 dicembre 2021 | 22 dicembre 2021 |
| 7  | No Compass               | Senza bussola            | 26 dicembre 2021 | 29 dicembre 2021 |
| 8  | Flight of the Bumblebee  | Il volo del calabrone    | 2 gennaio 2022   | 5 gennaio 2022   |
| 9  | Doomcoming               | Condanna party           | 9 gennaio 2022   | 12 gennaio 2022  |
| 10 | Sic Transit Gloria Mundi | Sic Transit Gloria Mundi | 16 gennaio 2022  | 19 gennaio 2022  |

## Passato presente
- Titolo originale: Pilot
- Diretta da: Karyn Kusama
- Scritta da: Ashley Lyle e Bart Nickerson

### Trama
- Guest star: Courtney Eaton (Charlotte "Lottie" Matthews), Liv Hewson (Vanessa "Van" Palmer), Keeya King (Akilah), Kevin Alves (Travis Martinez), Jane Widdop (Laura Lee), Alexa Barajas (Mari), Jack DePew (Jeff Sadecki da giovane), Carlos Sanz (Coach Bill Martinez), Rekha Sharma (Jessica Roberts), Sarah Desjardins (Callie Sadecki), Rukiya Bernard (Simone Abara), Pearl Amanda Dickson (Allie Stevens).
- Ascolti USA: telespettatori 246 000 – rating 18-49 anni 0,02%[5]

## Fa diesis
- Titolo originale: F Sharp
- Diretta da: Jamie Travis
- Scritta da: Jonathan Lisco, Ashley Lyle e Bart Nickerson

### Trama
- Guest star: Courtney Eaton (Charlotte "Lottie" Matthews), Liv Hewson (Vanessa "Van" Palmer), Jane Widdop (Laura Lee), Keeya King (Akilah), Peter Gadiot (Adam Martin), Alex Wyndham (Kevyn Tan), Kevin Alves (Travis Martinez), Alexa Barajas (Mari), Sarah Desjardins (Callie Sadecki), Rukiya Bernard (Simone Abara), Carlos Sanz (Coach Bill Martinez).
- Ascolti USA: telespettatori 162 000 – rating 18-49 anni 0,02%[6]

## La casa delle bambole
- Titolo originale: The Dollhouse
- Diretta da: Eva Sørhaug
- Scritta da: Sarah L. Thompson

### Trama
- Guest star: Courtney Eaton (Charlotte "Lottie" Matthews), Liv Hewson (Vanessa "Van" Palmer), Jane Widdop (Laura Lee), Keeya King (Akilah), Peter Gadiot (Adam Martin), Kevin Alves (Travis Martinez da giovane), Alexa Barajas (Mari),Rukiya Bernard (Simone Abara), Rekha Sharma (Jessica Roberts), Andres Soto (Travis Martinez da adulto).
- Ascolti USA: telespettatori 210 000 – rating 18-49 anni 0,03%[7]

## Con forza
- Titolo originale: Bear Down
- Diretta da: Deepa Mehta
- Scritta da: Liz Phang

### Trama
- Guest star: Courtney Eaton (Charlotte "Lottie" Matthews), Liv Hewson (Vanessa "Van" Palmer), Jane Widdop (Laura Lee), Keeya King (Akilah), Peter Gadiot (Adam Martin), Alex Wyndham (Kevyn Tan), Kevin Alves (Travis Martinez), Alexa Barajas (Mari), Rekha Sharma (Jessica Roberts), Rukiya Bernard (Simone Abara), Lauren K. Robek (Diane Rafelson).
- Ascolti USA: telespettatori 161 000 – rating 18-49 anni 0,03%[8]

## Alveare di sangue
- Titolo originale: Blood Hive
- Diretta da: Eva Sørhaug
- Scritta da: Ameni Rozsa

### Trama
- Guest star: Courtney Eaton (Charlotte "Lottie" Matthews), Liv Hewson (Vanessa "Van" Palmer), Jane Widdop (Laura Lee), Keeya King (Akilah), Peter Gadiot (Adam Martin), Alex Wyndham (Kevyn Tan), Kevin Alves (Travis Martinez da giovane), Alexa Barajas (Mari), Sarah Desjardins (Callie Sadecki), Rukiya Bernard (Simone Abara), Andres Soto (Travis Martinez da adulto).
- Ascolti USA: telespettatori 295 000 – rating 18-49 anni 0,06%[9]

## Santi
- Titolo originale: Saints
- Diretta da: Bille Woodruff
- Scritta da: Chantelle M. Wells

### Trama
- Guest star: Courtney Eaton (Charlotte "Lottie" Matthews), Liv Hewson (Vanessa "Van" Palmer), Jane Widdop (Laura Lee), Keeya King (Akilah), Alex Wyndham (Kevyn Tan), Kevin Alves (Travis Martinez), Alexa Barajas (Mari), Rukiya Bernard (Simone Abara), Rekha Sharma (Jessica Roberts), Gabrielle Rose (signora Taylor), Kevin McNulty (signor Taylor).
- Ascolti USA: telespettatori 289 000 – rating 18-49 anni 0,06%[10]

## Senza bussola
- Titolo originale: No Compass
- Diretta da: Eva Sørhaug
- Scritta da: Katherine Kearns

### Trama
- Guest star: Courtney Eaton (Charlotte "Lottie" Matthews), Liv Hewson (Vanessa "Van" Palmer), Jane Widdop (Laura Lee), Keeya King (Akilah), Peter Gadiot (Adam Martin), Alex Wyndham (Kevyn Tan), Kevin Alves (Travis Martinez), Alexa Barajas (Mari), Rekha Sharma (Jessica Roberts).
- Ascolti USA: telespettatori 327 000 – rating 18-49 anni 0,06%[11]

## Il volo del calabrone
- Titolo originale: Flight of the Bumblebee
- Diretta da: Ariel Kleiman
- Scritta da: Cameron Brent Johnson e Liz Phang

### Trama
- Guest star: Courtney Eaton (Charlotte "Lottie" Matthews), Liv Hewson (Vanessa "Van" Palmer), Jane Widdop (Laura Lee), Keeya King (Akilah), Peter Gadiot (Adam Martin), Kevin Alves (Travis Martinez), Alexa Barajas (Mari), Rekha Sharma (Jessica Roberts), Sarah Desjardins (Callie Sadecki), Rukiya Bernard (Simone Abara).
- Ascolti USA: telespettatori 311 000 – rating 18-49 anni 0,06%[12]

## Condanna party
- Titolo originale: Doomcoming
- Diretta da: Daisy von Scherler Mayer
- Scritta da: Ameni Rozsa e Sarah L. Thompson

### Trama
- Guest star: Courtney Eaton (Charlotte "Lottie" Matthews), Liv Hewson (Vanessa "Van" Palmer), Keeya King (Akilah), Jane Widdop (Laura Lee), Peter Gadiot (Adam Martin), Kevin Alves (Travis Martinez), Alexa Barajas (Mari), Rekha Sharma (Jessica Roberts), Jack DePew (Jeff Sadecki da giovane), Pearl Amanda Dickson (Allie Stevens).
- Ascolti USA: telespettatori 419 000 – rating 18-49 anni 0,08%[13]

## Sic Transit Gloria Mundi
- Titolo originale: Sic Transit Gloria Mundi
- Diretta da: Eduardo Sánchez
- Scritta da: Ashley Lyle e Bart Nickerson

### Trama
- Guest star: Courtney Eaton (Charlotte "Lottie" Matthews), Liv Hewson (Vanessa "Van" Palmer), Jane Widdop (Laura Lee), Keeya King (Akilah), Peter Gadiot (Adam Martin), Alex Wyndham (Kevyn Tan), Kevin Alves (Travis Martinez), Alexa Barajas (Mari), Rekha Sharma (Jessica Roberts), Sarah Desjardins (Callie Sadecki), Rukiya Bernard (Simone Abara), Tonya Cornelisse (Allie Stevens).
- Ascolti USA: telespettatori 333 000 – rating 18-49 anni 0,10%[14]